# Leucochlaena hispanica
Leucochlaena hispanica là một loài bướm đêm trong họ Noctuidae.